# Vicepresidente de India
El vicepresidente de la República de la India (en inglés: Vice-President of the Republic of India; IAST: Bhārat kē Uparāṣhṭrapati) es el segundo cargo constitucional más alto de la India después del presidente. El artículo 63 de la Constitución de la India establece que "Habrá un vicepresidente de la India". El vicepresidente actúa como presidente en ausencia del presidente debido a muerte, renuncia, juicio político u otras situaciones.
El vicepresidente de la India también es presidente ex officio de Rajya Sabha. Cuando se presenta un proyecto de ley en Rajya Sabha, el vicepresidente decide si se trata de un proyecto de ley financiera o no. Si él es de la opinión, un proyecto de ley presentado en el Rajya Sabha es un proyecto de ley de dinero, remitiría el caso al Portavoz de la Lok Sabha para que lo decida.
El artículo 66 de la Constitución de la India establece la forma de elección del vicepresidente. El vicepresidente es elegido indirectamente por miembros de un colegio electoral integrado por los miembros de ambas Cámaras del Parlamento de acuerdo con el sistema de Representación Proporcional mediante Voto Único Transferible y la votación es secreta realizada por comisión electoral. El vicepresidente de la India también actúa como honorable rector de la Universidad de Panjab, Chandigarh.
Venkaiah Naidu es el actual vicepresidente de India. Derrotó al candidato de la UPA, Gopalkrishna Gandhi, en las elecciones del 5 de agosto de 2017.

## Elección, juramento y mandato

### Cualificaciones
Como en el caso del presidente, para ser elegible para ser elegido vicepresidente, una persona debe:
- Ser ciudadano de la India
- Haber cumplido más de 35 años
- No ocupar ningún cargo lucrativo

Mientras que para ser presidente, una persona debe estar calificada para la elección como miembro de la Lok Sabha (Cámara de los Pueblos), el vicepresidente debe estar calificado para la elección como miembro del Rajya Sabha (Consejo de Estados). Esta diferencia se debe a que el vicepresidente actuará como presidente ex officio del Rajya Sabha.

### Elección
El vicepresidente es elegido indirectamente, por un colegio electoral integrado por miembros (elegidos y nominados) de ambas cámaras del Parlamento, de acuerdo con el sistema de representación proporcional mediante el voto único transferible y la votación en dicha elección es por votación secreta. La elección del vicepresidente es ligeramente diferente de la elección del presidente, ya que los miembros de las legislaturas estatales no forman parte del colegio electoral, pero los miembros nominados de ambas cámaras forman parte del colegio electoral para la elección vicepresidencial.
La nominación de un candidato para la elección al cargo de vicepresidente debe ser suscrita por al menos 20 electores como proponentes y 20 electores como secundadores. Cada candidato tiene que hacer un depósito de seguridad de Rs. 15.000 en el Banco de la Reserva de la India.
La Comisión Electoral de la India, que es un organismo constitucional autónomo, lleva a cabo las elecciones. La elección se celebrará a más tardar 60 días después de la expiración del mandato del vicepresidente saliente. Un oficial que regresaes designado para la elección, generalmente el Secretario General de cualquiera de las Cámaras del Parlamento, por rotación. El funcionario que regresa emite un aviso público de la elección prevista, invitando a la nominación de candidatos. Cualquier persona calificada para ser elegida y que tenga la intención de presentarse a las elecciones debe ser nominada por al menos veinte miembros del parlamento como proponentes, y al menos otros veinte miembros del parlamento como secundadores. Los papeles de nominación son examinados por el funcionario que regresa y los nombres de todos los candidatos elegibles se agregan a la boleta.
La elección es de representación proporcional mediante un solo voto transferible en boleta abierta. Los votantes clasifican en grupos a los candidatos, asignando 1 a su primera preferencia, 2 a su segunda preferencia, y así sucesivamente. El número de votos que necesita un candidato para asegurar la elección se calcula dividiendo el número total de votos válidos emitidos por dos y sumando uno al cociente sin tener en cuenta el resto. Si ningún candidato obtiene el número requerido de votos de primera preferencia, se elimina al candidato con menos votos de primera preferencia y se transfieren sus votos de segunda preferencia. El proceso se repite hasta que un candidato obtiene el número de votos requerido. Los miembros nominados también pueden participar en la elección.
Una vez realizada la elección y contados los votos, el funcionario que regresa declara el resultado de la elección al colegio electoral. Posteriormente, informa el resultado al Gobierno Central (Ministerio de Derecho y Justicia) y la Comisión Electoral de la India y el Gobierno Central publica el nombre de la persona elegida como vicepresidente, en el Boletín Oficial.
El vicepresidente puede renunciar a su cargo presentando su renuncia al presidente. La renuncia se hace efectiva desde el día en que se acepta.

### Disputas electorales
Todas las disputas que surjan en relación con la elección del vicepresidente se presentan ante la Corte Suprema de la India, que investiga el asunto. La petición es atendida por un tribunal de cinco miembros de la Corte Suprema, que decide sobre el asunto. La decisión de la Corte Suprema es final.
La Corte Suprema investigará y decidirá sobre las dudas y disputas que surjan de o en relación con la elección de un vicepresidente según el artículo 71 (1) de la constitución. La Corte Suprema puede destituir al vicepresidente por malas prácticas electorales o por no ser elegible para ser miembro de Rajya Sabha en virtud de la Ley de Representación del Pueblo de 1951. Sujeto al artículo 71 (3), el Parlamento estableció reglas / procedimientos aplicables para solicitar a la Corte Suprema que resuelva las disputas que surjan durante el proceso de elección del vicepresidente, pero no las dudas.que surjan de sus acciones / hechos inconstitucionales o del cambio de ciudadanía india durante el mandato de vicepresidente que puedan violar los requisitos electorales requeridos. La Corte Suprema también decidirá rápidamente cualquier duda que surja por la cual el vicepresidente electo podría no ser elegible para ser miembro de Rajya Sabha por los actos inconstitucionales cometidos antes de convertirse en vicepresidente. Según el artículo 71 (1), es responsabilidad de la Corte Suprema investigar y decidir sobre los llamados actos inconstitucionales cometidos por el vicepresidente, como rechazar la notificación de los miembros de Rajya Sabha para acusar al presidente del Tribunal Supremo de la India y otros jueces del Tribunal Supremo y los Tribunales Superiores según el artículo 124 (4) y la Ley de jueces (investigación) de 1968.

### Juramento o afirmación
El artículo 69 de la Constitución de la India establece el juramento o afirmación para el cargo de vicepresidente de la siguiente manera:
"Yo, [nombre], juro en nombre de Dios / afirmo solemnemente que seré fiel y fiel a la Constitución de la India según lo establecido por la ley y que cumpliré fielmente con el deber en el que estoy a punto de entrar ".
El presidente administra el juramento del cargo y el secreto al vicepresidente.

## Término
El vicepresidente ocupa el cargo durante cinco años. El vicepresidente puede ser reelegido tantas veces como desee. Sin embargo, el cargo puede ser terminado antes por fallecimiento, renuncia o remoción. La Constitución no prevé un mecanismo de sucesión al cargo de vicepresidente en caso de una vacante extraordinaria, aparte de una reelección. Sin embargo, el vicepresidente de Rajya Sabha puede desempeñar las funciones de vicepresidente como presidente de Rajya Sabha en tal evento.
Sin embargo, cuando el presidente muere en el cargo y el vicepresidente asume el cargo de presidente, puede continuar sirviendo como presidente por un máximo de 6 meses dentro de los cuales se elegirá un nuevo presidente.

## Eliminación
La Constitución establece que el vicepresidente puede ser destituido mediante una resolución de Rajya Sabha aprobada por mayoría efectiva (es decir, la mayoría de todos los miembros de la cámara en ese momento) y aprobada por el Lok Sabha con mayoría simple (artículo 67 (b). Sin embargo, no se podrá presentar ninguna resolución de este tipo a menos que se haya notificado al menos 14 días antes. En particular, la Constitución no enumera los motivos para la expulsión. Ningún vicepresidente se ha enfrentado nunca a la destitución o el vicepresidente de Rajya Sabha no puede ser impugnado en un tribunal de justicia según el artículo 122.
La Corte Suprema también puede destituir al vicepresidente por cometer malas prácticas electorales y no cumplir con los criterios de elegibilidad para el miembro de Rajya Sabha mientras esté en el cargo según el artículo 71 (1) de la constitución. Según el artículo 71 (1), también es deber de la Corte Suprema examinar las dudas planteadas en relación con la conducta de un vicepresidente y destituir al vicepresidente si se encuentra cometiendo desacato a la constitución.

## Salario y pensión
No se prevé el salario del vicepresidente de la India en esa capacidad. Él o ella recibe un salario en calidad de presidente ex officio del Rajya Sabha (Consejo de Estados), que actualmente es de Rs. 400.000 por mes (revisado desde 125.000 rupias en 2018). Además, tiene derecho a una asignación diaria, una residencia amueblada gratuita, servicios médicos, de viaje y de otro tipo. La constitución establece que cuando el vicepresidente ex officio actúa como presidente o desempeña las funciones del presidente, tiene derecho al salario y los privilegios del presidente. La pensión del vicepresidente es el 50% del salario.

## Lista de vicepresidentes (desde 1952)
| #                                                         | Nombre                               | Nombre                                          | Nombre                               | Inicio                  | Final                 | Partido | Elecciones (indirecta)             | Presidente | Presidente                           | Presidente                           |
| --------------------------------------------------------- | ------------------------------------ | ----------------------------------------------- | ------------------------------------ | ----------------------- | --------------------- | ------- | ---------------------------------- | ---------- | ------------------------------------ | ------------------------------------ |
| República de la India (desde 1950)                        |                                      |                                                 |                                      |                         |                       |         |                                    |            |                                      |                                      |
| 1.º                                                       |                                      |                                                 | Sarvepalli Radhakrishnan (1888-1975) | 13 de mayo de 1952      | 12 de mayo de 1962    | CNI     | 1952                               |            | Rajendra Prasad (1950-1962)          | Rajendra Prasad (1950-1962)          |
| 1.º                                                       | 1957                                 |                                                 | Sarvepalli Radhakrishnan (1888-1975) | 13 de mayo de 1952      | 12 de mayo de 1962    | CNI     |                                    |            | Rajendra Prasad (1950-1962)          | Rajendra Prasad (1950-1962)          |
| 2.º                                                       |                                      |                                                 | Zakir Husain (1897-1969)             | 12 de mayo de 1962      | 13 de mayo de 1967    | Indep.  | 1962 (568 de 582)                  |            | Sarvepalli Radhakrishnan (1962-1967) | Sarvepalli Radhakrishnan (1962-1967) |
| 3.º                                                       |                                      |                                                 | Varahagiri Venkata Giri (1897-1969)  | 13 de mayo de 1967      | 3 de mayo de 1969     | Indep.  | 1967 (483 de 676)                  |            | Zakir Husain (1967-1969)             | Zakir Husain (1967-1969)             |
| Puesto vacante del 3 de mayo al 31 de agosto de 1969      |                                      |                                                 |                                      |                         |                       |         |                                    |            |                                      |                                      |
|                                                           | Varahagiri Venkata Giri (1969-1974)  |                                                 |                                      |                         |                       |         |                                    |            |                                      |                                      |
| 4.º                                                       |                                      |                                                 | Gopal Swarup Pathak (1896-1982)      | 31 de agosto de 1969    | 31 de agosto de 1974  | Indep.  | 1969                               |            |                                      |                                      |
| 4.º                                                       |                                      | Fakhruddin Alí Ahmed (1974-1977)                | Gopal Swarup Pathak (1896-1982)      | 31 de agosto de 1969    | 31 de agosto de 1974  | Indep.  | 1969                               |            |                                      |                                      |
| 5.º                                                       |                                      |                                                 | Basappa Danappa Jatti (1912-2002)    | 31 de agosto de 1974    | 11 de febrero de 1977 | CNI     | 1969 (521 de 662)                  |            |                                      |                                      |
| 5.º                                                       |                                      | Él mismo ejerce como Presidente interino (1977) | Basappa Danappa Jatti (1912-2002)    | 31 de agosto de 1974    | 11 de febrero de 1977 | CNI     | 1969 (521 de 662)                  |            |                                      |                                      |
| 5.º                                                       |                                      | Neelam Sanjiva Reddy (1977-1982)                | Basappa Danappa Jatti (1912-2002)    | 31 de agosto de 1974    | 11 de febrero de 1977 | CNI     | 1969 (521 de 662)                  |            |                                      |                                      |
| 5.º                                                       |                                      |                                                 | Mohammad Hidayatullah (1905-1992)    | 31 de agosto de 1979    | 31 de agosto de 1984  | Indep.  | 1979                               |            |                                      |                                      |
| 5.º                                                       |                                      | Giani Zail Singh (1979-1987)                    | Mohammad Hidayatullah (1905-1992)    | 31 de agosto de 1979    | 31 de agosto de 1984  | Indep.  | 1979                               |            |                                      |                                      |
| 6.º                                                       |                                      |                                                 | Ramaswamy Venkataraman (1905-1992)   | 31 de agosto de 1984    | 24 de julio de 1987   | CNI     | 1984 (508 de 715)                  |            |                                      |                                      |
| Puesto vacante del 25 de julio al 3 de septiembre de 1987 |                                      |                                                 |                                      |                         |                       |         |                                    |            |                                      |                                      |
|                                                           | Ramaswamy Venkataraman (1987-1992)   |                                                 |                                      |                         |                       |         |                                    |            |                                      |                                      |
| 7.º                                                       |                                      |                                                 | Shankar Dayal Sharma (1918-1999)     | 3 de septiembre de 1987 | 24 de julio de 1992   | CNI     | 1987                               |            |                                      |                                      |
| Puesto vacante del 25 de julio al 21 de agosto de 1992    |                                      |                                                 |                                      |                         |                       |         |                                    |            |                                      |                                      |
|                                                           | Shankar Dayal Sharma (1992-1997)     |                                                 |                                      |                         |                       |         |                                    |            |                                      |                                      |
| 8.º                                                       |                                      |                                                 | Kocheril Raman Narayanan (1920-2005) | 21 de agosto de 1992    | 24 de julio de 1997   | CNI     | 1992 (700 de 701)                  |            |                                      |                                      |
| Puesto vacante del 25 de julio al 21 de agosto de 1997    |                                      |                                                 |                                      |                         |                       |         |                                    |            |                                      |                                      |
|                                                           | Kocheril Raman Narayanan (1997-2002) |                                                 |                                      |                         |                       |         |                                    |            |                                      |                                      |
| 9.º                                                       |                                      |                                                 | Krishan Kant (1927-2002)             | 21 de agosto de 1997    | 27 de julio de 2002   | JD      | 1997 (441 de 713)                  |            |                                      |                                      |
| 9.º                                                       |                                      | Abdul Kalam (2002-2007)                         | Krishan Kant (1927-2002)             | 21 de agosto de 1997    | 27 de julio de 2002   | JD      | 1997 (441 de 713)                  |            |                                      |                                      |
| Puesto vacante del 27 de julio al 19 de agosto de 2002    |                                      |                                                 |                                      |                         |                       |         |                                    |            |                                      |                                      |
| 10.º                                                      |                                      |                                                 | Bhairon Singh Shekhawat (1925-2010)  | 19 de agosto de 2002    | 21 de julio de 2007   | BJP     | 2002 (454 de 759)                  |            |                                      |                                      |
| Puesto vacante del 21 de julio al 11 de agosto de 2007    |                                      |                                                 |                                      |                         |                       |         |                                    |            |                                      |                                      |
|                                                           | Pratibha Patil (2007-2012)           |                                                 |                                      |                         |                       |         |                                    |            |                                      |                                      |
| 11.º                                                      |                                      |                                                 | Mohammad Hamid Ansari (n. 1937)      | 11 de agosto de 2007    | 11 de agosto de 2017  | CNI     | 2007 (455 de 762)2012 (490 de 728) |            |                                      |                                      |
| 11.º                                                      |                                      | Pranab Mukherjee (2012-2017)                    | Mohammad Hamid Ansari (n. 1937)      | 11 de agosto de 2007    | 11 de agosto de 2017  | CNI     | 2007 (455 de 762)2012 (490 de 728) |            |                                      |                                      |
| 11.º                                                      |                                      | Ram Nath Kovind (2017-2022)                     | Mohammad Hamid Ansari (n. 1937)      | 11 de agosto de 2007    | 11 de agosto de 2017  | CNI     | 2007 (455 de 762)2012 (490 de 728) |            |                                      |                                      |
| 12.º                                                      |                                      |                                                 | Venkaiah Naidu (n. 1949)             | 11 de agosto de 2017    | 11 de agosto de 2022  | BJP     | 2017 (516 de 760)                  |            |                                      |                                      |
| 12.º                                                      |                                      | Droupadi Murmu (2017-2022)                      | Venkaiah Naidu (n. 1949)             | 11 de agosto de 2017    | 11 de agosto de 2022  | BJP     | 2017 (516 de 760)                  |            |                                      |                                      |
| 13.º                                                      |                                      |                                                 | Jagdeep Dhankhar (n. 1951)           | 11 de agosto de 2022    | en el cargo           | BJP     | 2022 (528 de 710)                  |            |                                      |                                      |